# Стшидзев
Стшидзев (пол. Strzydzew) — село в Польщі, у гміні Чермін Плешевського повіту Великопольського воєводства.
Населення — 370 осіб (2011).
У 1975-1998 роках село належало до Каліського воєводства.

## Демографія
Демографічна структура станом на 31 березня 2011 року:
|          | Загалом | Допрацездатний вік | Працездатний вік | Постпрацездатний вік |
| -------- | ------- | ------------------ | ---------------- | -------------------- |
| Чоловіки | 197     | 69                 | 121              | 7                    |
| Жінки    | 173     | 35                 | 107              | 31                   |
| Разом    | 370     | 104                | 228              | 38                   |